# Hans Fischli

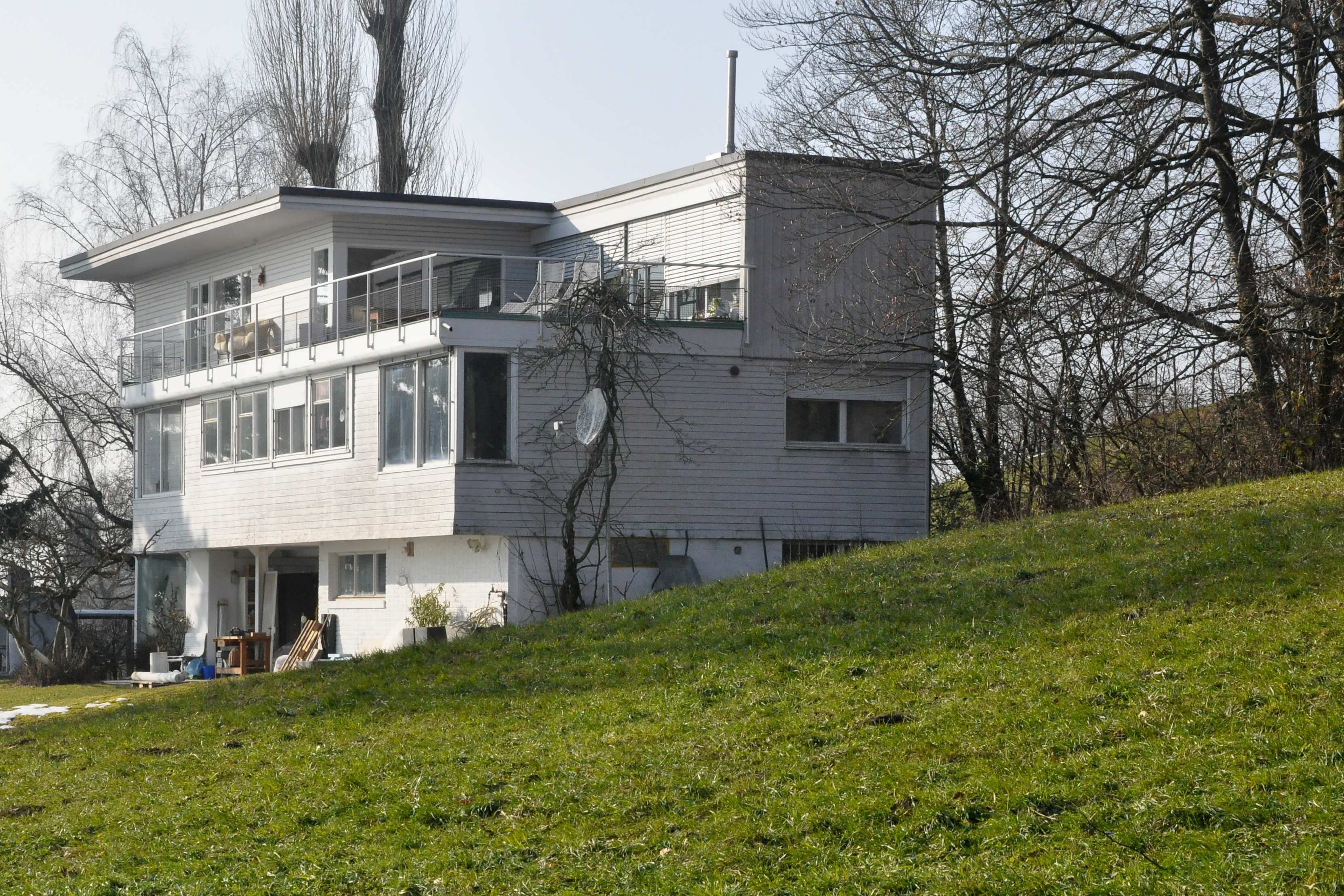
Haus Schlehstud in Obermeilen, ein Frühwerk

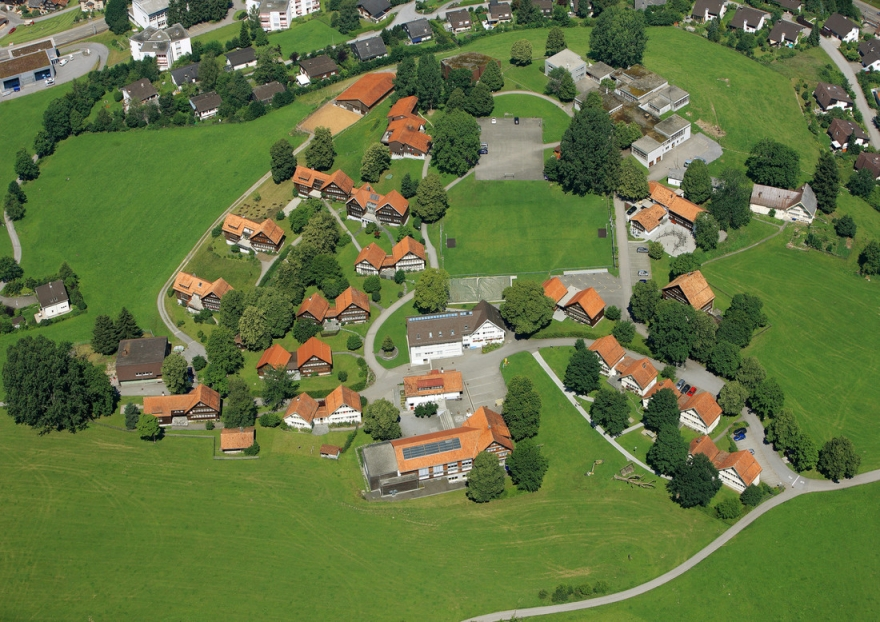
Das Kinderdorf Pestalozzi in Trogen (Grundsteinlegung: 28. April 1946)

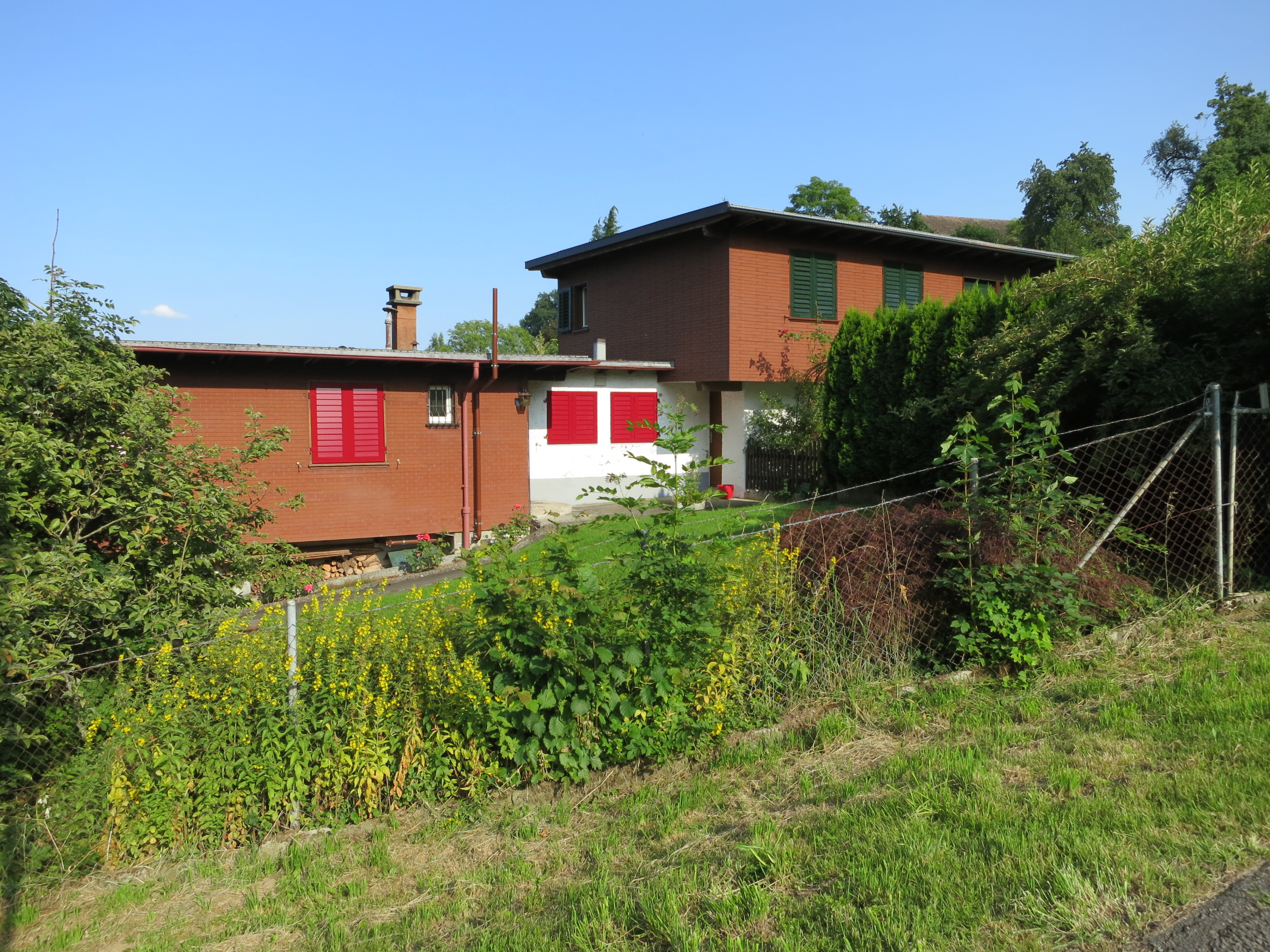
Mustersiedlung Gwad in Wädenswil

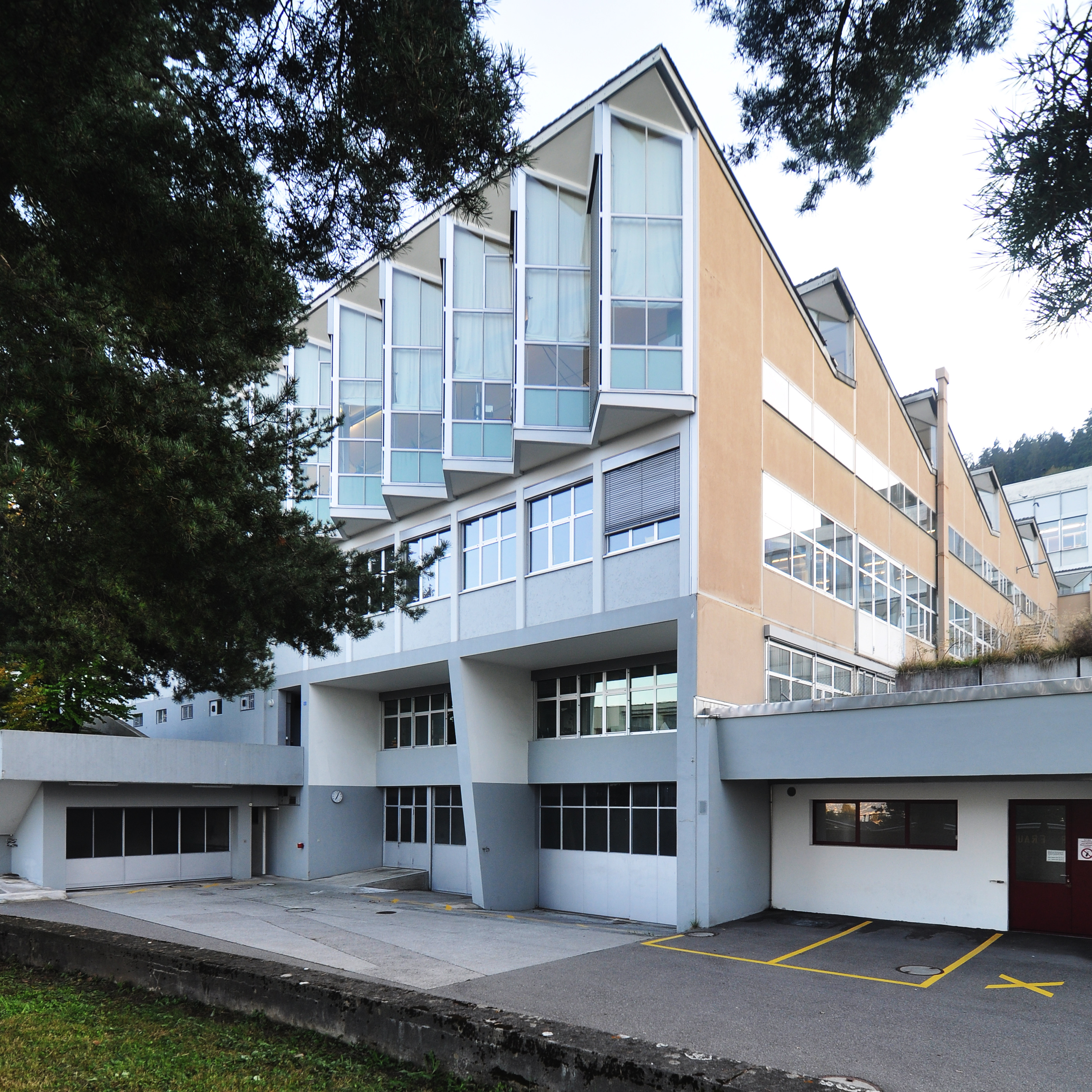
Die gefaltete Nordostfassade der Feller AG in Horgen

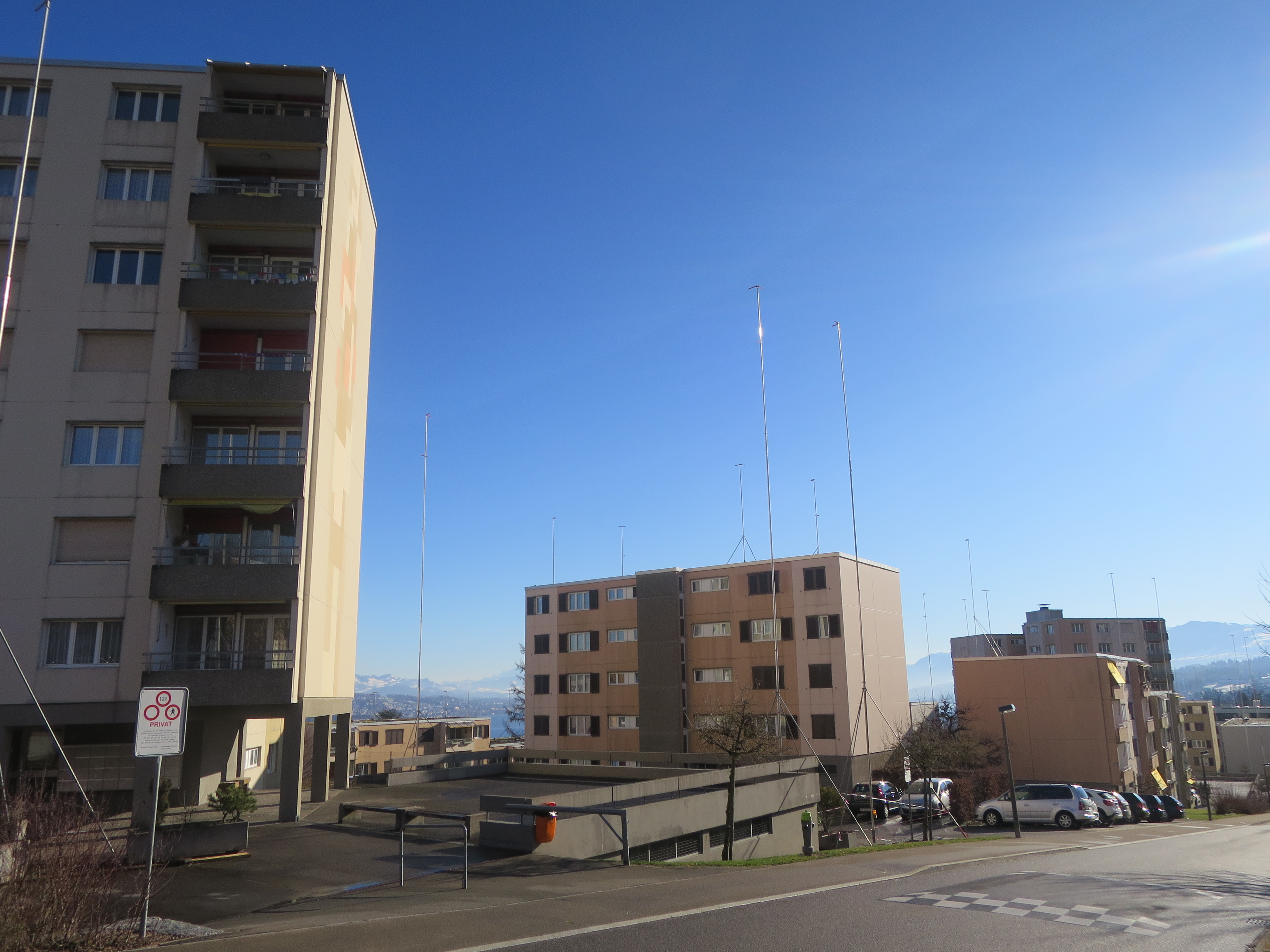
Siedlung Hangenmoos, Wädenswil

Hans Fischli (* 9. Oktober 1909 in Zürich; † 1. April 1989 in Bern, heimatberechtigt in Zürich) war ein Schweizer Architekt, Maler und Bildhauer.

## Leben
Hans Fischli, Sohn des Geometers Emil Fischli, absolvierte zwischen 1925 und 1928 in Zürich eine Ausbildung zum Bauzeichner. Unmittelbar danach studierte er bis 1929 am Bauhaus in Dessau. Dort besuchte er Kurse bei Josef Albers, Wassily Kandinsky und Oskar Schlemmer und schloss Bekanntschaft mit Max Bill. Er war mit der italienischen Partisanin Elena Fischli Dreher verheiratet und ist der Vater von Peter Fischli.

### Architekt
In der Folge war Hans Fischli als Bauzeichner im Büro von Rudolf Steiger und Carl Hubacher in Zürich tätig und war dort an der Planung der Siedlung Neubühl, des Zett-Hauses in Zürich sowie des Sanatoriums Bella Lui in Crans-Montana beteiligt. 1933 eröffnete er sein eigenes Architekturbüro, das bis 1976 bestand. Im gleichen Jahr erstellte er im Auftrag seines Vaters das Atelier-Wohnhaus Schlehstud, eine stahlausgefachte Holzkonstruktion im Sinne des Neuen Bauens. Wie schon beim Badehaus Ländli wurde Holz als Baumaterial in der Folge zu einem Markenzeichen der Architektur Fischlis, mehr noch als das Bekenntnis zum Bauhausstil: Während die Wädenswiler Siedlung Gwad während des Zweiten Weltkriegs im modernen Formenvokabular errichtet wurde, baute Fischli wenige Jahre später für die Bauherr- und Nutzerschaft das Pestalozzi-Kinderdorf im traditionellen Appenzellerstil.
Für die Feller AG in Horgen schuf er in den 1950er Jahren ein filigranes Werkgebäude, bei dem «die zweckdienliche Form nach aussen ornamental [wirkt], und damit imagefördernd für die Firma. Das wie ein Gerippe durch die gefaltete Glaswand erkennbare Stahlfachwerk und die bündig angeschlagenen Fensterbänder entmaterialisiern gleichsam die Hülle, so dass auch die Mauerpartien dünn wie Papier erscheinen.»
Seit der populären Schweizerischen Landesausstellung Landi 1939, wo Fischli Adjunkt des Chefarchitekten Hans Hofmann war, widmete er sich mehrfach der Ausstellungsgestaltung. Unter anderem verantwortete er die Zürcher Kantonale Gewerbe- und Landwirtschaftsausstellung (ZÜKA) 1947 und plante zuletzt 1964 den Schweizer Pavillon auf der XIII. Triennale in Mailand.

### Maler, Zeichner und Bildhauer
Ausgehend von seiner grafisch-zeichnerisch geprägten Bauhaus-Ausbildung, hatte er 1931 seine erste Atelier-Ausstellung. Hans Fischli gehörte von 1933 bis 1936 der Pariser Künstlergruppe Abstraction-Création an und war 1937 Gründungsmitglied der Gruppe Allianz. Anlässlich der XIX. Nationalen Kunstausstellung Bern 1936 wurde ihm Gelegenheit gegeben, eigene Malereien in der Architekturzeitschrift Werk zu publizieren.
In seinen Grafiken, Zeichnungen und Tafelbildern mit reliefartiger Oberfläche sind Einflüsse unter anderem von Otto Meyer-Amden und Piet Mondrian zu erkennen. Seit 1944 war Fischli, angeregt durch Hans Aeschbacher, auch bildhauerisch tätig und bearbeitete unter anderem Sandstein-, Granit- und Marmorblöcke, die er in ihrer ursprünglichen Form nur geringfügig veränderte.
Hans Fischli gehörte seit 1933 dem Schweizerischen Werkbund und seit 1940 dem Bund Schweizer Architekten an. Von 1944 bis 1949 war Hans Fischli Mitinitiant und Erbauer des Kinderdorfes Pestalozzi in Trogen sowie von 1954 bis 1961 Direktor der Kunstgewerbeschule und des Kunstgewerbemuseums in Zürich.
Er wurde 1979 mit dem Kunstpreis der Stadt Zürich ausgezeichnet. Hans Fischli war zweimal verheiratet und hatte fünf Kinder sowie einen Pflegesohn, darunter der Künstler Peter Fischli, der mit dem Künstlerduo Fischli/Weiss berühmt wurde.

## Werke (Auswahl)
Bauten
- Badehaus Ländli, Bäch SZ, 1932.
- Haus Schlehstud, Wohn- und Atelierhaus, Obermeilen, 1933.
- Metallwarenfabrik P. und W. Blattmann, Wädenswil, 1934.
- Siedlung Gwad, Wädenswil, 1943–1944.
- Kinderdorf Pestalozzi, Trogen AR, 1945–1949.
- Kindergarten Bucheggplatz, Zürich, 1946.
- Fabrikgebäude Feller AG, Horgen, 1952–1953.
- Haustyp Fischli, Wädenswil, 1953.
- Möbelgenossenschaft Basel, Geschäfts- und Lagerhaus, Basel, 1956–1957.
- Gulmenmatt, Wohnsiedlung, Wädenswil, 1960–1962.
- Villa Guggenbühl, Herrliberg, 1961–1962.
- Villa Feller, Horgen, 1963–1965.
- Siedlung Hangenmoos, Wädenswil, 1968–1973 (2019 abgerissen).
- Fellergut, Bern-Bümpliz, 1968–1978.